# 1910 en Saskatchewan
Chronologie de la Saskatchewan
- 1906
- 1907
- 1908
- 1909
- 1910
- 1911
- 1912
- 1913
- 1914

Cette page concerne des événements d'actualité qui se sont produits durant l'année 1910 dans la province canadienne de la Saskatchewan.

## Politique
- Premier ministre : Thomas Walter Scott
- Chef de l'Opposition :
- Lieutenant-gouverneur : Amédée Emmanuel Forget puis George William Brown
- Législature :

## Événements
- Fondation du club de football des Roughriders de la Saskatchewan.

- 4 mars : le diocèse de Régina a été érigé.